# マイケル・ドアティ
マイケル・ドアティ（Michael Kevin Daugherty, 1954年4月28日 - ）は、アメリカ合衆国の作曲家、ピアニスト、教育者。姓はドハティ、ドーティなどとも表記される。

## 人物・来歴
1954年、アイオワ州シーダーラピッズに生まれる。父親はドラマー、母親はアマチュアの歌手で、マイケルを含めた五人兄弟全てがのちにプロの音楽家となる音楽一家だった。8歳からピアノを弾きはじめ、10代にはすでにジャズピアノやハモンドオルガンの演奏、アレンジャーとしての活動を行っていた。
1972年に北テキサス大学音楽学部（en:University of North Texas College of Music）へ入学し、マーティン・メイルマンとジェイムズ・セラーズ（James Sellars）に作曲を師事。その後はマンハッタン音楽学校のチャールズ・ウォリネンのもとやイェール大学音楽院で研鑽を積み、1979年にはフルブライト・プログラムのフェローシップを得てIRCAMで電子音楽を学び、1982年から1984年にかけてはハンブルク音楽演劇大学でリゲティ・ジェルジュに師事した。これらの学習と同時にドアティはジャズミュージシャンとしての活動も続け、1980年から82年にかけてはギル・エヴァンスの助手を務めている。
ドアティの音楽が広く注目されるのは、1994年にデイヴィッド・ジンマンとボルティモア交響楽団がカーネギー・ホールで「メトロポリス・シンフォニー」を演奏したことがきっかけになった。ドアティは過去にデトロイト交響楽団、コロラド交響楽団などのコンポーザー・イン・レジデンスを務め、作品を委嘱したオーケストラにはフィラデルフィア管弦楽団、ピッツバーグ交響楽団、サンフランシスコ交響楽団、フィルハーモニア管弦楽団、ボーンマス交響楽団などがある。受賞歴も多く、2007年にオストウォルド賞、2011年と2017年にグラミー賞クラシック現代作品部門などを受けている。1991年からはミシガン大学音楽学部（en:University of Michigan School of Music, Theatre & Dance）教授を務める。

## 作風
1940年代から60年代アメリカ文化の熱心な収集家でもあるドアティは、「私にとってアイコンは、新しい作品を書く精神的な動機付けに役立ってくれる」と述べるとおり、作品の発想の多くをアメリカの人物（エイブラハム・リンカーン、ジャクリーン・ケネディ・オナシス、ローザ・パークスなど）や土地（デトロイト、フィラデルフィアなど）に依っており、そこには「メトロポリス・シンフォニー」におけるスーパーマンや、「ルート66」のようなポップカルチャーも大きな部分を占める。
対位法の複雑な層と動機の扱いを結びつけ、ときに皮肉を帯びたエネルギッシュできわめてユニークな作風を打ち出している。洗練された複雑な作曲技法を用いる一方で、クラシック音楽の教育を受けながらジャズやポピュラー音楽の分野で活動していたドアティはしばしばジャズやラテン音楽などの語法を直接的に作品へ取り入れている。タイムズ紙はドアティを「独自の想像力、大胆な形式感覚、繊細な耳」を持つ「すぐれたアイコン・メーカー」と評した。ジェイムズ・ノーティーは「アメリカのポストモダン作曲家の完璧な例」と呼んでいる。

## 代表作品
- メトロポリス・シンフォニー　en:Metropolis Symphony (1988-93)
  - レッド・ケープ・タンゴ　Red Cape Tango - 「メトロポリス・シンフォニー」第5楽章。マーク・スペード(Mark Spede)編曲の吹奏楽版がある
- デッド・エルヴィス　Dead Elvis (1993)
- ナイアガラの滝　Niagara Falls (1997)
- ジャッキー・オー　en:Jackie O (1997)
- フィラデルフィア物語　Philadelphia Stories (2001)
  - ストコフスキーの鐘　en:Bells for Stokowski  - 「フィラデルフィア物語」第3楽章。吹奏楽版がある
- レイズ・ザ・ルーフ　Raise the Roof (2003/2007)
- ブルックリン橋　Brooklyn Bridge (2005)
- デウス・エクス・マキナ　Deus ex Machina (2007)
- ロスト・ヴェガス　Lost Vegas (2011)
- ミシシッピ川の反映　Reflections on the Mississippi (2013)
- ヘミングウェイ物語　en:Tales of Hemingway (2015)